# Florenciella lugubris
Florenciella lugubris és una espècie de peix pertanyent a la família dels epigònids i l'única del gènere Florenciella.

## Descripció
- Pot arribar a fer 10 cm de llargària màxima.
- Els exemplars conservats en alcohol són de color marró clar amb les aletes més fosques.
- 8 espines i 8 radis tous a l'aleta dorsal i 2 espines i 8 radis tous a l'anal.
- Les vores de les escates presenten un contorn negre.[5][6]

## Hàbitat
És un peix marí i batidemersal que viu entre 150 i 800 m de fondària.

## Distribució geogràfica
Es troba a les aigües tropicals i subtropicals de l'oceà Índic.

## Observacions
És inofensiu per als humans.